# NGC 5645
NGC 5645 is een balkspiraalstelsel in het sterrenbeeld Maagd. Het hemelobject werd op 13 april 1784 ontdekt door de Duits-Britse astronoom William Herschel.

## Synoniemen
- UGC 9328
- MCG 1-37-19
- ZWG 47.70
- KUG 1428+074
- IRAS 14281+0729
- PGC 51846